# Kamienica Rynek-Ratusz 17 we Wrocławiu
Kamienica Rynek-Ratusz 17 – zabytkowa kamienica na wrocławskim Rynku, w północnej pierzei tretu tzw. stronie rymarzy lub stronie złotników.
Większość kamienic znajdujących się w północnej pierzei tretu ma rodowód sięgający XV–XVII. Pierwotnie były to parterowe drewniane kramy, a następnie piętrowe murowane pomieszczenia mieszkalne przylegające do dwukondygnacyjnej murowanej ściany północnej smatruza. Z biegiem kolejnych lat pomieszczenia przekształcono w wielopiętrowe kamienice. Po 1824 roku, kiedy to zlikwidowano smatruzy, właściciele kamienic z tej strony wykupili od miasta za kwotę 21 000 talarów, jej tereny i przedłużyli swoje budynki na południe. Zachowane z tego okresu zabudowania mają cechy architektury późnoklasycystycznej.
Działania zbrojne podczas II wojny światowej częściowo zniszczyły pierzeję północną. Jej odbudowa została opracowana w 1954 roku przez profesora Edmunta Małachowicza w Pracowni Konserwacji Zabytków przy udziale prof. Stanisława Koziczuka, Jadwigi Hawrylak i Stefana Janusza Müllera.

## Historia kamienicy
Pierwotnie na działce nr 17 stała manierystyczna dwuokienna, czterokondygnacyjna, szczytowa kamieniczka z XVII wieku. Przed budynkiem zachowała się renesansowa piwnica budynku o wymiarach 4,45 długości i 3,25 szerokości, wzniesiona w wątku niderlandzkim. Od południowej strony zachował się mur gotyckiego kramu wzniesiony w wątku jednowózkowym. W XIX wieku do piwnicy przebito okno w północno-zachodnim narożu piwnicy, które zostało obramowane studzienką powyżej koleby. W 1825 roku kamienice przebudowano nadbudowując dwie kondygnacje zakończone okapem, z arkadami przechodzącymi przez dwa górne piętra.

## Po 1945
W wyniku działań wojennych w 1945 roku kamienica nie uległa większym zniszczeniom i została odrestaurowana bez zmiany elewacji, według projektu architekta Stanisława Koziczuka. W części tylnej znajduje się klatka schodowa wspólna dla dwóch sąsiednich kamienic: kamienicy nr 18/19 i kamienice nr 16.